# Wilhelm Pieck
Friedrich Wilhelm Reinhold Pieck (Guben, 3 gennaio 1876 – Berlino Est, 7 settembre 1960) è stato un politico tedesco.
Dal 1949 al 1960 fu l'unico uomo politico a ricoprire la carica di Presidente della Repubblica Democratica Tedesca, poi abolita dopo la sua morte. Già segretario in esilio del Partito Comunista di Germania, in tale veste divenne di diritto Co-presidente del Partito Socialista Unificato di Germania (SED) dal 1946 al 1950.
Pieck fu così il primo capo di Stato della RDT. Dopo la sua morte, nel 1960, la Presidenza della Repubblica della RDT assunse una nuova forma divenendo il Consiglio di Stato, un organo collegiale.

## Biografia
Pieck era figlio di un cocchiere e crebbe a Guben. La casa dei suoi genitori si trovava nella parte orientale della città, la Gubin polacca dopo il 1945. Dopo aver terminato la scuola elementare, iniziò nel 1890 a lavorare come falegname. Entrato nel 1895 nel Partito Socialdemocratico di Germania (Sozialdemokratische Partei Deutschlands, SPD), divenne, insieme a Karl Liebknecht e Rosa Luxemburg, esponente della sinistra del partito. Fuoriuscito dalla SPD, fu tra i fondatori, nel 1917, della Lega di Spartaco, embrione del Partito Comunista di Germania (Kommunistische Partei Deutschlands, KPD) fondato due anni dopo.
Fu deputato al Landtag della Prussia e, a partire dal 1928, al Reichstag.
Alla presa del potere da parte dei nazisti emigrò in Francia, per trasferirsi poi in Unione Sovietica. Ricoprì numerosi incarichi nel KPD fino a diventarne segretario nel 1935. Dal 1938 al 1943 fu anche Segretario Generale del Comintern. Durante la seconda guerra mondiale rimase in Unione Sovietica e resse la segreteria del Comitato Germania Libera.

### Nella Socialdemocrazia tedesca
Nel 1894 divenne membro del sindacato libero Deutscher Holzarbeiterverband e nel 1895 si unì al Partito Socialdemocratico. Dal 1896 lavorò come falegname a Brema. Nel 1900 assunse la carica di Presidente dell'organismo pagatore della Zahlstelle Bremen des Holzarbeiterverbandes. Nel 1904, a Brema, fu delegato del Gewerkschaftskartell e votato nel 1905 come rappresentante di 4º grado nel Parlamento di Brema, di cui fu membro fino al 1910. Nel 1905 fu anche Presidente della Commissione Stampa e nel 1906 Primo segretario dell'SPD a Brema. Dal 1907 al 1908 frequentò la Scuola del Partito Socialdemocratico, dove, sotto l'influenza di Rosa Luxemburg, ne divenne membro. Nel 1910 fu il secondo segretario del Comitato Centrale d'Istruzione dell'SPD a Berlino.
Durante la prima guerra mondiale fu strenuo oppositore alla guerra. Nel 1915 fu chiamato alle armi. Mentre era al fronte fu agitatore contro la guerra arrivando dinanzi alla corte marziale. Prima che potesse giungere a giudizio, Pieck fuggì nel 1917 nel sottosuolo di Berlino e, come membro della Lega Spartachista, in seguito andò in esilio ad Amsterdam.

### Cofondatore e funzionario del KPD

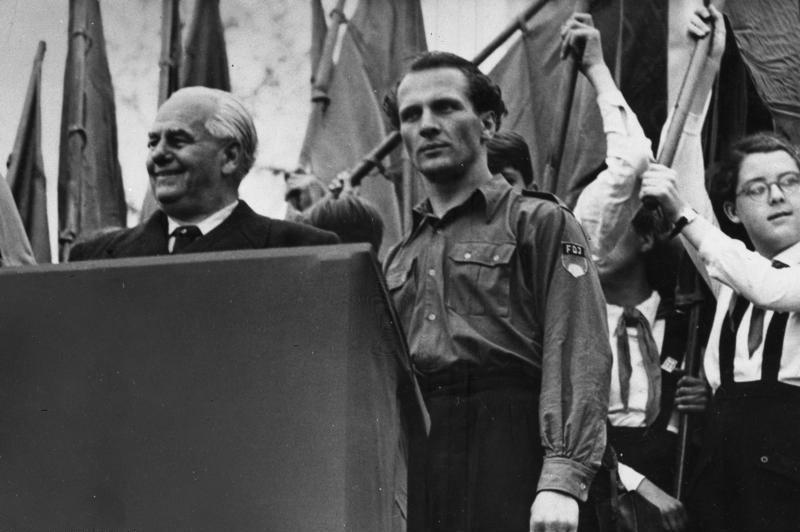
Il Presidente della RDT Wilhelm Pieck insieme ad Erich Honecker presidente del Consiglio Centrale della FDJ all'apertura della Repubblica dei Giovani Pionieri, il 24 maggio 1950

Dopo la guerra, nel 1918, tornò a Berlino dove divenne uno dei membri fondatori del Partito Comunista di Germania (KPD). Partecipò alla rivolta spartachista (dal 5 al 12 gennaio 1919), facendone parte dal 15 gennaio con Rosa Luxemburg e Karl Liebknecht, i quali vennero arrestati. Luxemburg e Liebknecht furono assassinati, Pieck riuscì a fuggire. Molto più tardi l'ufficiale Waldemar Pabst affermò che ordinò ai suoi soldati di assassinare Liebknecht e Luxemburg e di aver rilasciato Pieck perché avrebbe svelato in dettaglio i piani militari e i nascondigli dei membri di spicco del Partito Comunista.
Nel 1921 fu eletto nel Comitato Esecutivo del KPD nell'Internazionale Comunista. Allo stesso tempo era deputato del Landtag della Prussia, ricoprendo tale carica fino alla sua elezione al Reichstag nel 1928. (vedi Elezioni del 20 maggio 1928).
Nel 1922 fu cofondatore del Soccorso Rosso Internazionale e nel 1925 presidente del Soccorso Rosso della Germania. Le sue attività internazionali gli valsero l'elezione alla presidenza del Comitato esecutivo dell'Internazionale Comunista nel 1931.
Dopo la presa del potere di Adolf Hitler nel gennaio 1933 e l'inizio della persecuzione dei comunisti tedeschi, Pieck prese parte, il 7 febbraio 1933, alla conferenza ufficiale del KPD alla Sporthaus Ziegenhals a Berlino. Il 23 febbraio 1933 Pieck partecipò, in vista delle elezioni di marzo, all'ultimo raduno di massa del KPD al Berliner Sportpalast, dove fu l'oratore principale.
Nel maggio 1933 dovette trasferirsi a Parigi, dove andò in esilio. Nell'agosto 1933 Pieck si trovò sulla prima Ausbürgerungsliste del Reich tedesco.
Il KPD operò in clandestinità all'interno del Reich e dall'estero. Dopo l'assassinio di John Schehr nel febbraio 1934 Pieck venne nominato suo vice alla presidenza del partito. Nel 1935 Pieck partecipò alla Conferenza di Bruxelles del KPD come presidente del partito nel periodo della carcerazione di Ernst Thälmann, trasferendosi a Mosca, dove tra le altre cose lavorò per Radio Mosca. Sopravvisse al Grande terrore degli anni trenta, di cui gran parte dei comunisti tedeschi che erano fuggiti a Mosca fu vittima. Nel 1943 fu uno dei promotori del Comitato nazionale per una Germania libera.
Pieck, insieme ai membri del Gruppo Ulbricht e ad altri quadri del KPD che avevano ricevuto istruzioni da Stalin, tornò il 1º luglio 1945 a Berlino. La loro missione era quella di partecipare alla costruzione di un sistema statale tedesco democratico-borghese, con Stalin che voleva conservare l'unità tedesca o, altrimenti, di far prevalere l'egemonia dei comunisti nella creazione di una struttura di governo nella zona di occupazione sovietica. Attuò il processo di fusione per unire forzatamente l'SPD e il KPD nel SED.

### Leader del SED e Presidente della RDT

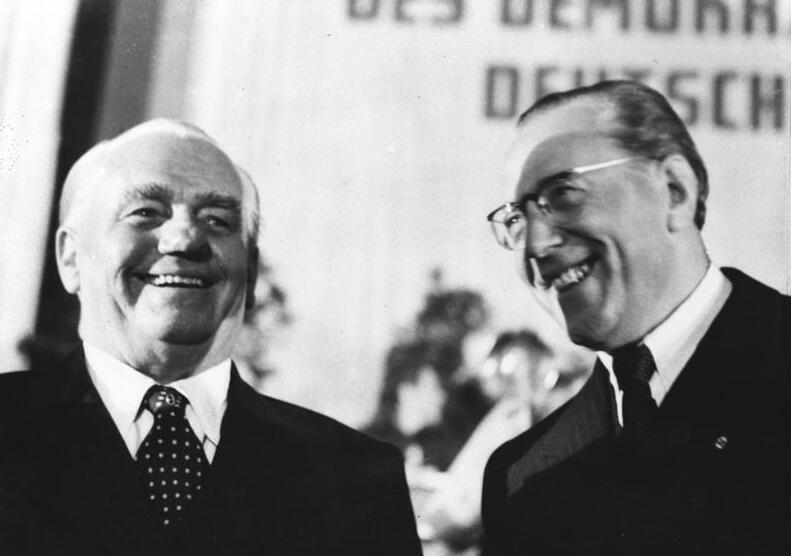
Wilhelm Pieck (a sinistra) con Otto Grotewohl nel 1949

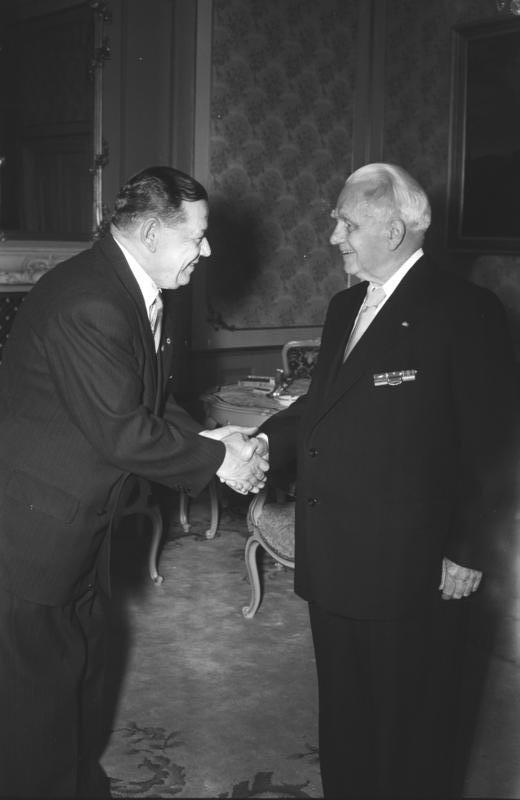
Karl Maron e Wilhelm Pieck nel 1958

Tornato in Germania al seguito della Armata Rossa, fu con Otto Grotewohl fondatore nel 1946 del Partito Socialista Unificato di Germania (SED), nato dalla fusione tra le sezioni orientali di KPD e SPD. Eletto Presidente della Repubblica Democratica Tedesca nel 1949, ricoprì questo incarico fino alla sua morte, avvenuta il 7 settembre 1960.
Tuttavia le redini del governo della RDT erano già nelle mani di Walter Ulbricht come Segretario Generale e Primo Segretario del Comitato Centrale della SED.
Dopo la morte di Pieck venne creato il Consiglio di Stato della Germania Est come istituzione erede dell'Ufficio del Presidente della Repubblica.

## Famiglia
Sua figlia Elly Winter (1º novembre 1898 - 13 maggio 1987) fu dall'autunno 1944 combattente della resistenza insieme a Theodor Winter, suo marito. Dal 1949 lavorò presso l'ufficio del presidente della RDT e dal 1961 presso l'Istituto del marxismo-leninismo del Comitato Centrale della SED.
Suo figlio Arthur Pieck (1899-1970) fu tra l'altro direttore della compagnia aerea tedesca Deutsche Lufthansa GmbH der DDR e della successiva Interflug.
La figlia Eleonore Staimer (1906-1998) fu una diplomatica e ambasciatrice della RDT. Sposò Josef Springer e, in seconde nozze, Richard Staimer.

## Intitolazioni

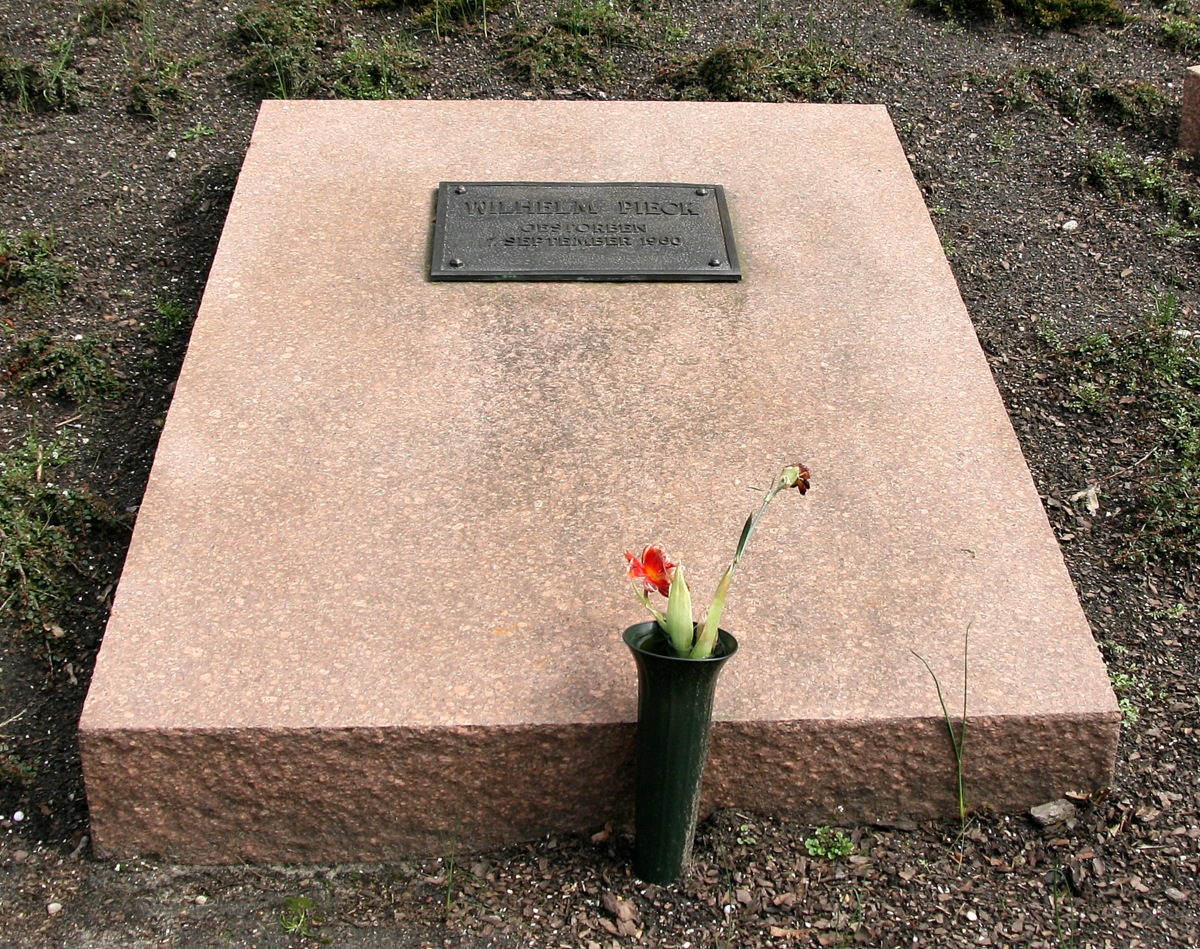
La tomba di Wilhelm Pieck al Cimitero centrale di Friedrichsfelde a Berlino

La sua città natale Guben era chiamata dal 1961 al 1990 col nome ufficiale di "Città di Guben Wilhelm Pieck".
L'Organizzazione dei Pionieri Ernst Thälmann assunse il nome di Pionieri della Repubblica Wilhelm Pieck, così come numerose scuole, strade, piazze. La maggior parte delle intitolazioni sono state cambiate nei primi anni 1990, come è accaduto, per esempio, per il Rosa-Luxemburg-Gymnasium a Berlino-Pankow. In molti luoghi ci sono ancora però strade che portano il suo nome.
Le Deutsche Poste della RDT hanno utilizzato il ritratto di Pieck per una serie di francobolli, così come per diverse emissioni di francobolli speciali.